# Mistrovství světa superbiků
Mistrovství světa superbiků je jedním z prestižních světových motocyklových závodů. Jezdí se od roku 1988; závodí v něm superbiky, což jsou částečně upravené verze běžných sériových strojů.

## Motocykly

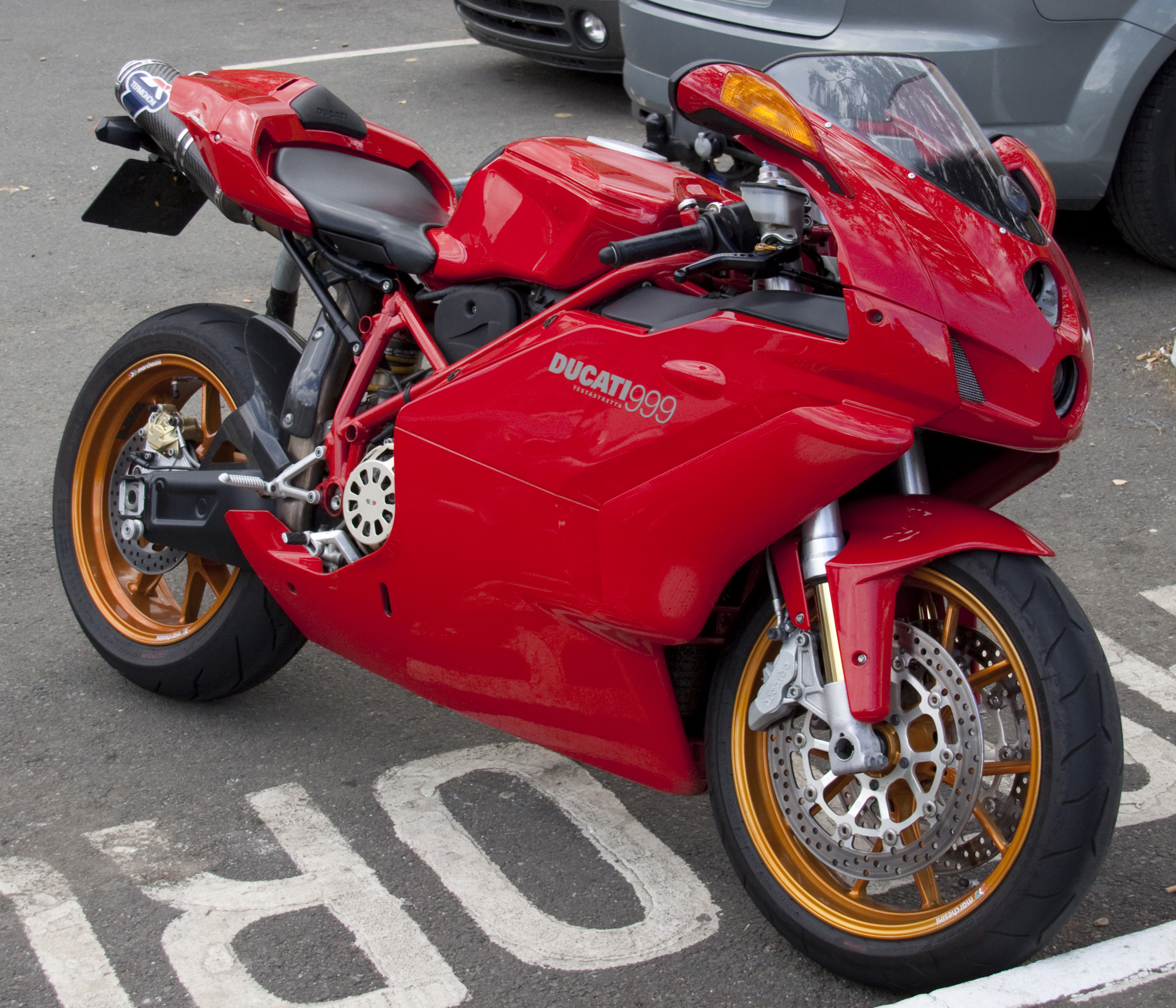
sériová, volně prodejná verze Ducati 999

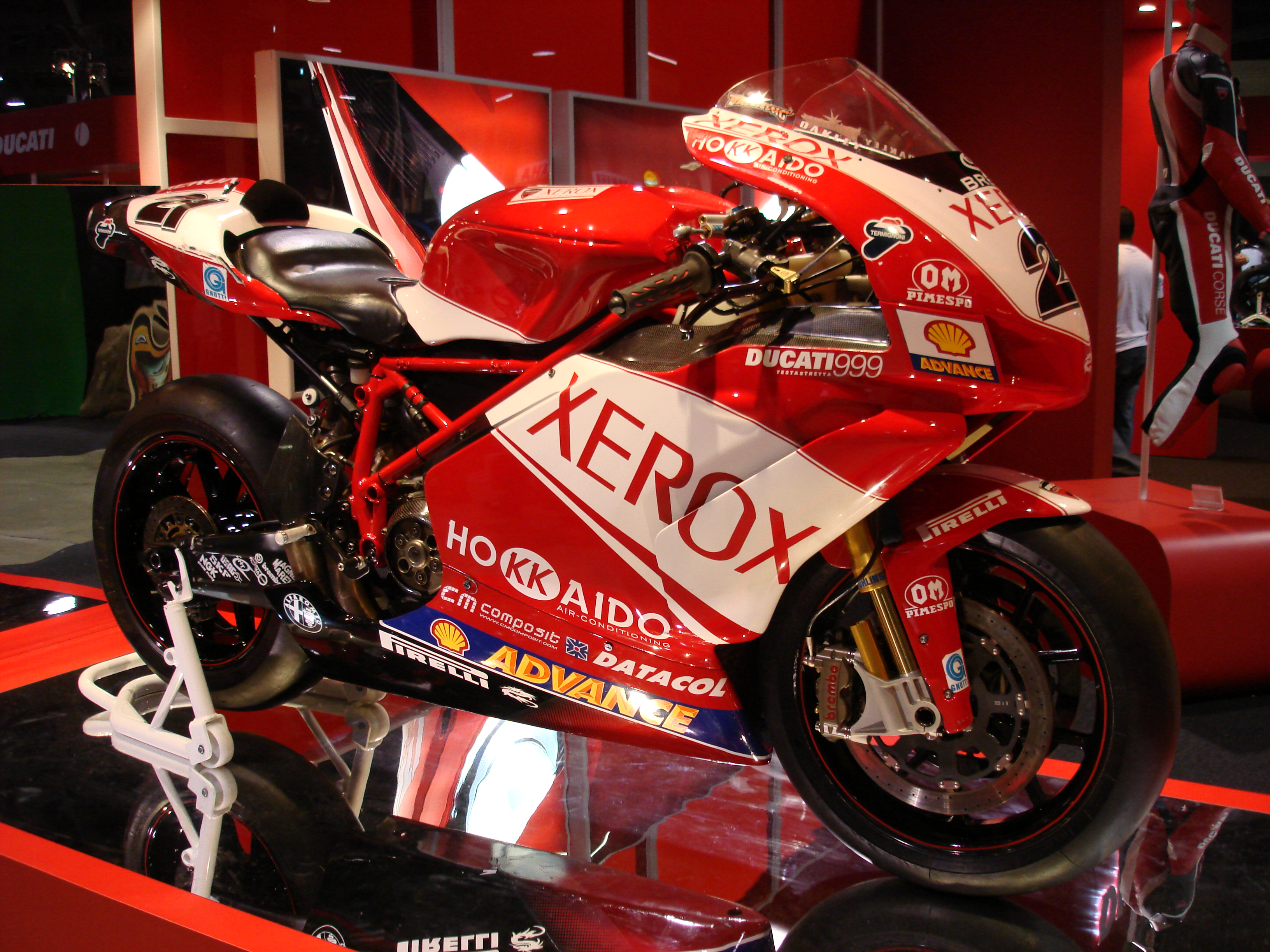
závodní verze upravená pro SBK

Motocykly, které v tomto šampionátu závodí, jsou upravenými verzemi běžných sériových strojů – na rozdíl od šampionátu MotoGP, kde jezdí prototypy od základů projektované pro účely závodění. MotoGP může být chápáno jako ekvivalent automobilové formule 1, kdežto MS superbiků by se dalo přirovnat k šampionátu upravených sériových automobilů (WTCC, GT či jiné). V současnosti se seriálu účastní sedm různých značek motocyklů – Aprilia, BMW, Ducati, Honda, Kawasaki, MV Agusta a Yamaha.

### Přehled značek
Toto je přehled značek a jednotlivých modelů motocyklů, které se kdy účastnily seriálu MS Superbike.
 Aprilia: RSV Mille (1999–2002), RSV4 (2009–)

 Benelli: Tornado Tre 900 (2001–2002)

 Bimota: YB4EI (1988–1989), SB8R (2000), BB3 (2014)

 BMW: S1000RR (2009–)

 Ducati: 851 (1988–1990), 888 (1991–1993), 916 (1994–1998), 996 (1999–2001), 998 (2002), 999 (2003–2007), 1098 (2008), 1198 (2009–2012), 1199 Panigale (2013–)

 EBR: 1190RX (2014–2015)

 Honda: VFR750R "RC30" (1988–1993), RVF750 "RC45" (1994–1999), VTR1000 "RC51" (2000–2003), CBR1000RR (2004–)

 Kawasaki: GPX750 (1988), ZXR750 (1989–1995), ZX-7RR (1996–2003), ZX-10R (2004–)

 MV Agusta: F4 (2014–)

 Petronas: FP1 (2003–2006)

 Suzuki: GSX-R750 (1988–2002), GSX-R1000 (2003–2015)

 Yamaha: FZR750 "OW01" (1988–1992), YZF750 (1993–1998), YZF-R7 "OW02" (1999–2001), YZF-R1 (2003–2011, 2015–)

- zdroj: [1]

## Bodování závodů
| Pozice | 1. | 2. | 3. | 4. | 5. | 6. | 7. | 8. | 9. | 10. | 11. | 12. | 13. | 14. | 15. |
| Body   | 25 | 20 | 16 | 13 | 11 | 10 | 9  | 8  | 7  | 6   | 5   | 4   | 3   | 2   | 1   |

Bodovací systém je stejný pro bodování jezdců i značek. V druhém případě se započítává pouze nejvýše umístěný motocykl dané značky.

## Mistři světa

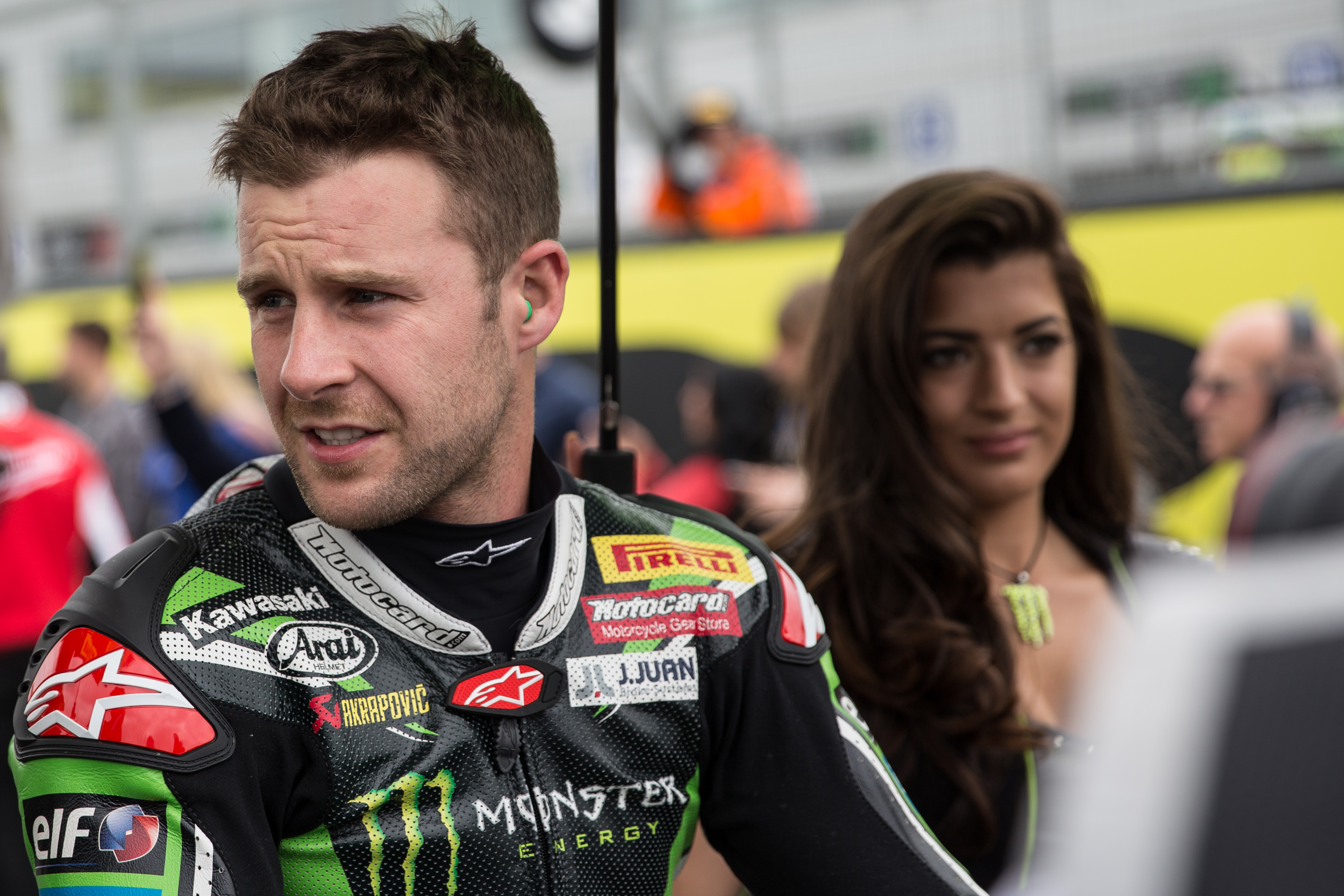
Úřadující trojnásobný mistr světa Jonathan "Johnny" Rea. V roce 2017 se stal prvním jezdcem historie WSBK, který získal mistrovský titul třikrát po sobě

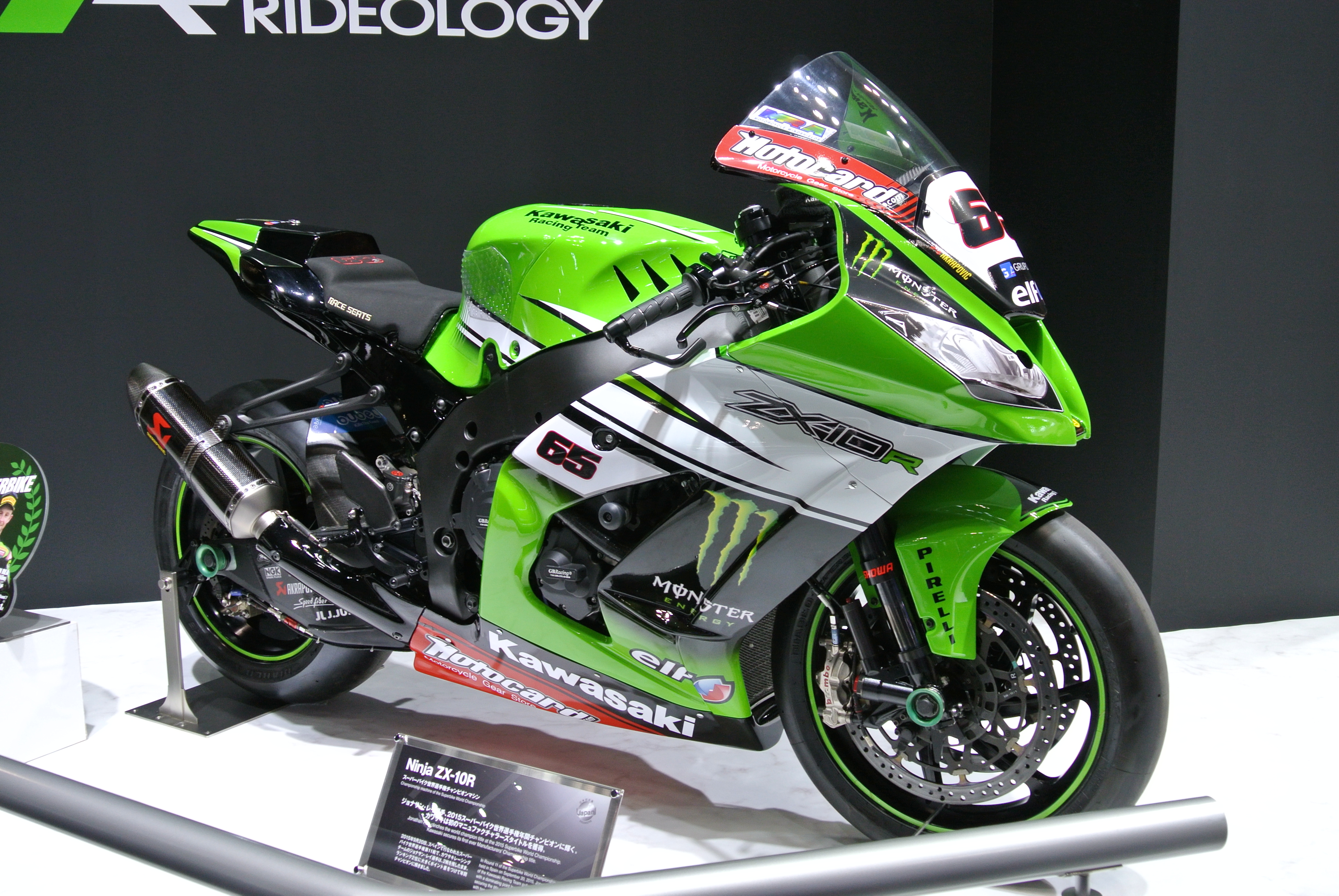
Motocykl Kawasaki Ninja ZX-10R, se kterým v sezonách 2015 až 2017 vybojoval Jonathan Rea titul mistra světa a společně s Tomem Sykesem i pohár značek pro Kawasaki

| 1988 | Fred Merkel (1/2)    | Honda RC30                | Honda (1/6)    |
| 1989 | Fred Merkel (2/2)    | Honda RC30                | Honda (2/6)    |
| 1990 | Raymond Roche        | Ducati 851                | Ducati (1/14)  |
| 1991 | Doug Polen (1/2)     | Ducati 888                | Ducati (2/14)  |
| 1992 | Doug Polen (2/2)     | Ducati 888                | Ducati (3/14)  |
| 1993 | Scott Russell        | Kawasaki ZX-7R            | Kawasaki (1/7) |
| 1994 | Carl Fogarty (1/4)   | Ducati 916                | Ducati (4/14)  |
| 1995 | Carl Fogarty (2/4)   | Ducati 916                | Ducati (5/14)  |
| 1996 | Troy Corser (1/2)    | Ducati 916                | Ducati (6/14)  |
| 1997 | John Kocinski        | Honda RC45                | Honda (3/6)    |
| 1998 | Carl Fogarty (3/4)   | Ducati 916                | Ducati (7/14)  |
| 1999 | Carl Fogarty (4/4)   | Ducati 916                | Ducati (8/14)  |
| 2000 | Colin Edwards (1/2)  | Honda VTR 1000 SP1 (RC51) | Honda (4/6)    |
| 2001 | Troy Bayliss (1/3)   | Ducati 996                | Ducati (9/14)  |
| 2002 | Colin Edwards (2/2)  | Honda VTR 1000 SP2 (RC51) | Honda (5/6)    |
| 2003 | Neil Hodgson         | Ducati 999                | Ducati (10/14) |
| 2004 | James Toseland (1/2) | Ducati 999                | Ducati (11/14) |
| 2005 | Troy Corser (2/2)    | Suzuki GSX-R1000          | Suzuki (1/1)   |
| 2006 | Troy Bayliss (2/3)   | Ducati 999                | Ducati (12/14) |
| 2007 | James Toseland (2/2) | Honda CBR 1000RR          | Honda (6/6)    |
| 2008 | Troy Bayliss (3/3)   | Ducati 1098               | Ducati (13/14) |
| 2009 | Ben Spies            | Yamaha YZF-R1             | Yamaha (1/1)   |
| 2010 | Max Biaggi (1/2)     | Aprilia RSV4              | Aprilia (1/3)  |
| 2011 | Carlos Checa         | Ducati 1198               | Ducati (14/14) |
| 2012 | Max Biaggi (2/2)     | Aprilia RSV4              | Aprilia (2/3)  |
| 2013 | Tom Sykes            | Kawasaki Ninja ZX-10R     | Kawasaki (2/7) |
| 2014 | Sylvain Guintoli     | Aprilia RSV4              | Aprilia (3/3)  |
| 2015 | Jonathan Rea (1/5)   | Kawasaki Ninja ZX-10R     | Kawasaki (3/7) |
| 2016 | Jonathan Rea (2/5)   | Kawasaki Ninja ZX-10R     | Kawasaki (4/7) |
| 2017 | Jonathan Rea (3/5)   | Kawasaki Ninja ZX-10R     | Kawasaki (5/7) |
| 2018 | Jonathan Rea (4/5)   | Kawasaki Ninja ZX-10R     | Kawasaki (6/7) |
| 2019 | Jonathan Rea (5/5)   | Kawasaki Ninja ZX-10R     | Kawasaki (7/7) |

## Kalendář sezony 2018
|     | Datum            | Okruh                                                           | Superbike | Supersport | Superstock 1000 | Supersport 300 |
| --- | ---------------- | --------------------------------------------------------------- | --------- | ---------- | --------------- | -------------- |
| 1.  | 23. – 25. února  | Austrálie, Victoria, Phillip Island Grand Prix Circuit          | ANO       | ANO        | NE              | NE             |
| 2.  | 23. – 25. března | Thajsko, Buriram, Chang International Circuit                   | ANO       | ANO        | NE              | NE             |
| 3.  | 13. – 15. dubna  | Španělsko, Aragonie, Motorland Aragón                           | ANO       | ANO        | ANO             | ANO            |
| 4.  | 20. – 22. dubna  | Nizozemsko, Assen, TT Circuit Assen                             | ANO       | ANO        | ANO             | ANO            |
| 5.  | 11. – 13. května | Itálie, Imola, Autodromo Enzo e Dino Ferrari                    | ANO       | ANO        | ANO             | ANO            |
| 6.  | 25. – 27. května | Spojené království, Leicestershire, Donington Park              | ANO       | ANO        | ANO             | ANO            |
| 7.  | 8. – 10. června  | Česko, Brno, Masarykův okruh                                    | ANO       | ANO        | ANO             | ANO            |
| 8.  | 22. – 24. června | USA, Kalifornie, Monterey, Mazda Raceway Laguna Seca            | ANO       | NE         | NE              | NE             |
| 9.  | 6. – 8. července | Itálie, Provincie Rimini, Misano World Circuit Marco Simoncelli | ANO       | ANO        | ANO             | ANO            |
| 10. | 14. – 16. září   | Portugalsko, Portimão, Autodromo Internacional do Algarve       | ANO       | ANO        | ANO             | ANO            |
| 11. | 28. – 30. září   | Francie, Magny-Cours, Circuit de Nevers Magny-Cours             | ANO       | ANO        | ANO             | ANO            |
| 12. | 12. – 14. října  | Argentina, San Juan, Autódromo El Villicum                      | ANO       | ANO        | NE              | NE             |
| 13. | 25. – 27. října  | Katar, Dauhá, Losail International Circuit                      | ANO       | ANO        | NE              | NE             |

- zdroj: [2]